# لانگویزن
شهر لانگویزن (به آلمانی: Langewiesen) در ایالت تورینگن در کشور آلمان واقع شده‌است.